# Pavo cristatus
Il pavone reale o pavone blu, anche noto come pavone indiano (Pavo cristatus Linnaeus, 1758), è un uccello appartenente alla famiglia dei Fasianidi.
Originario delle foreste dell'India, era già noto all'antica Grecia. I Romani lo allevavano sia per la sua bellezza che per la prelibatezza di carni e uova.

## Descrizione

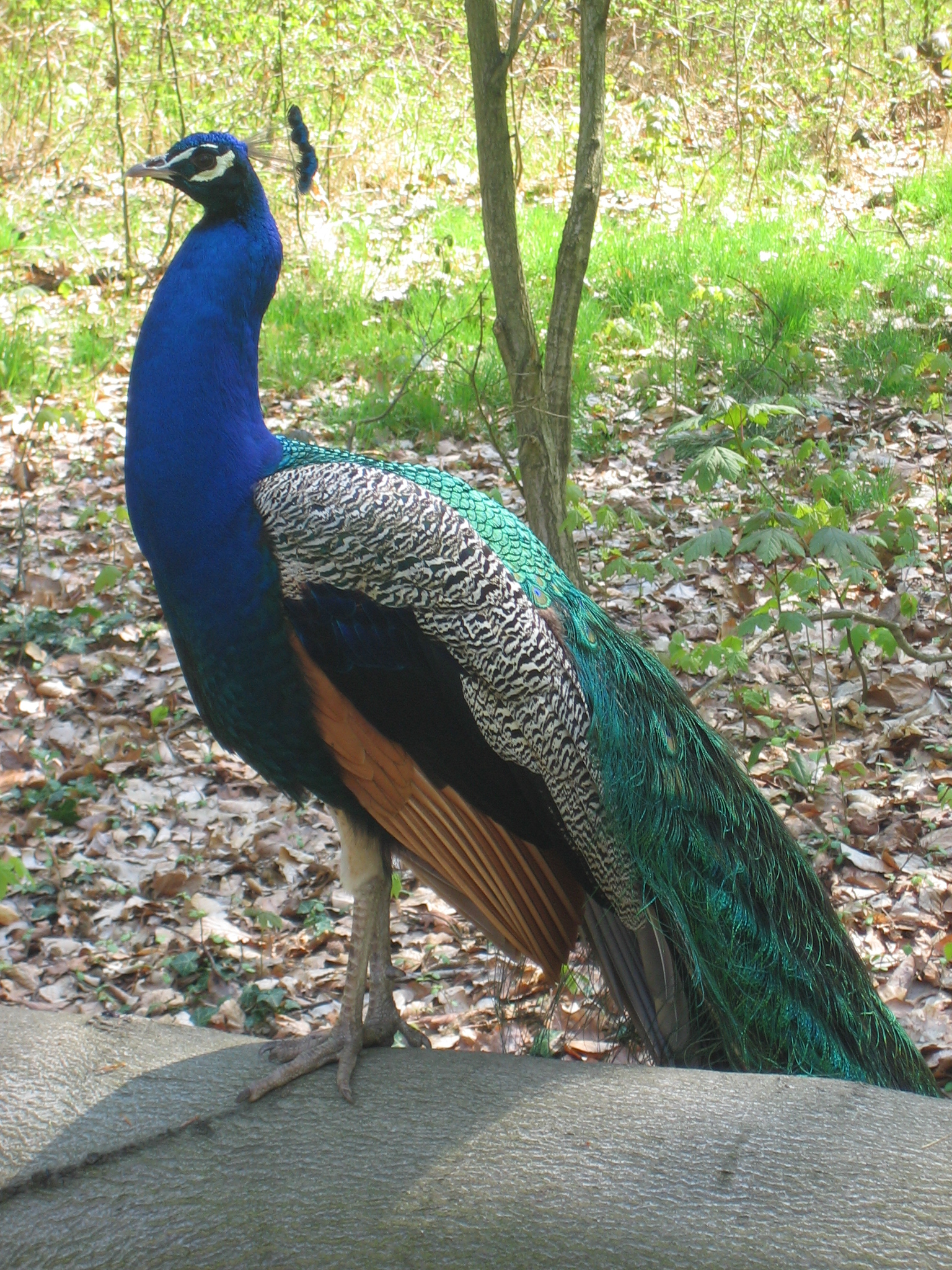
Esemplare maschio

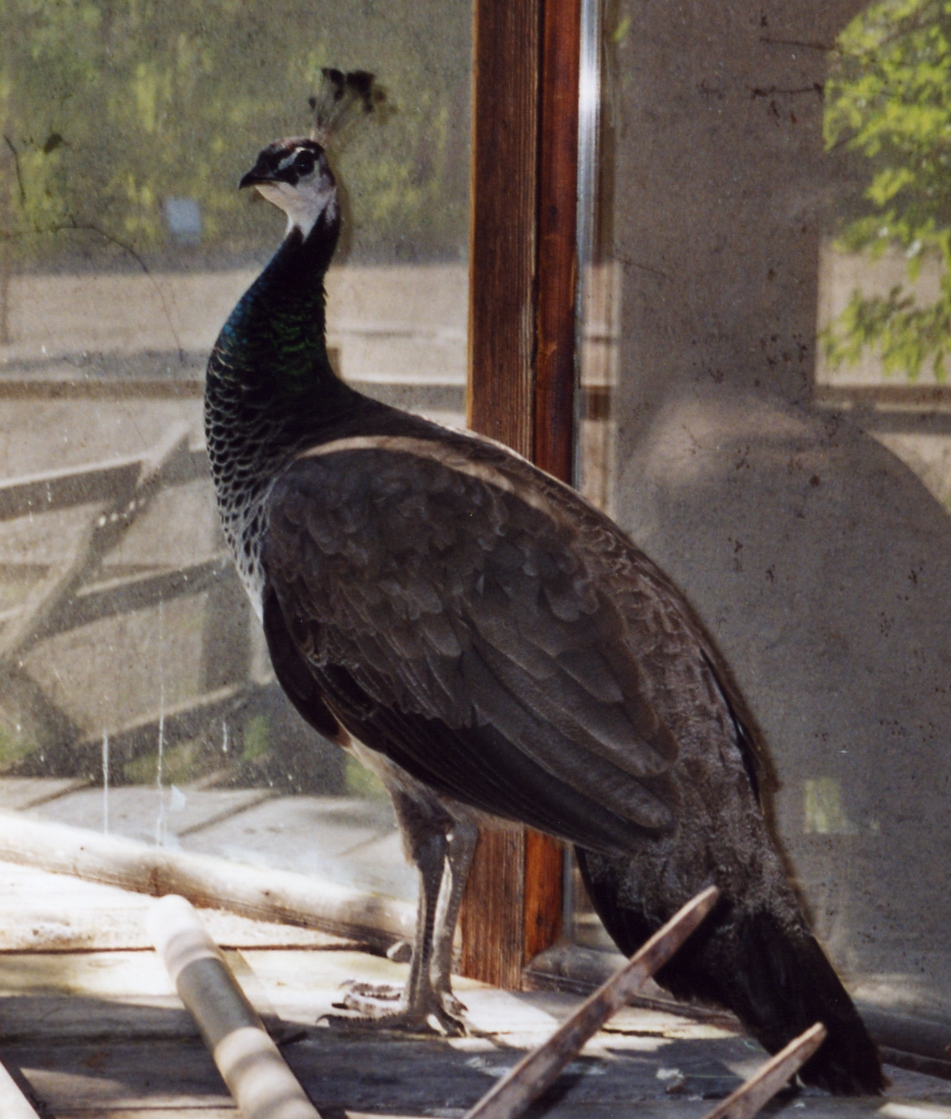
Esemplare femmina

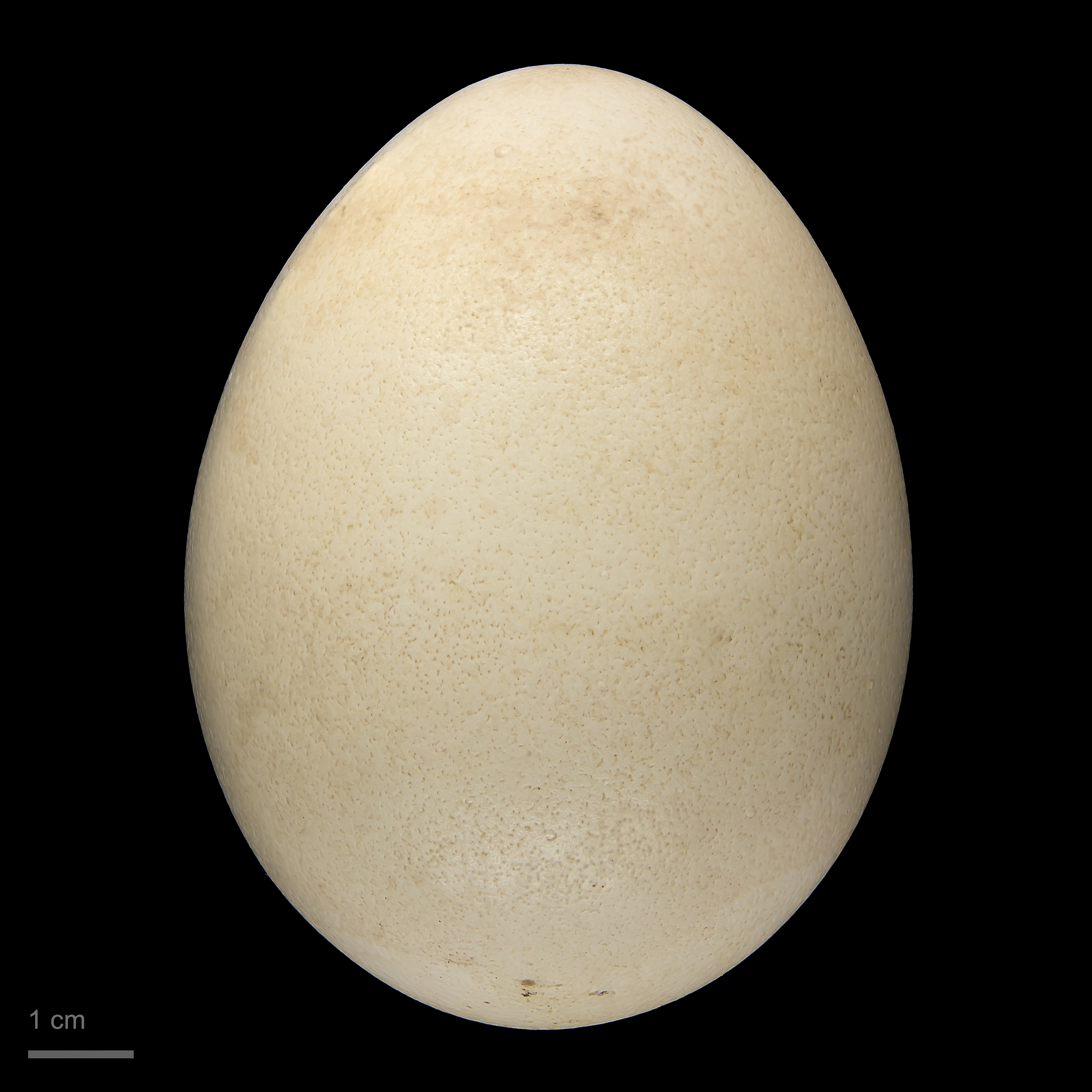
Uovo di Pavo cristatus

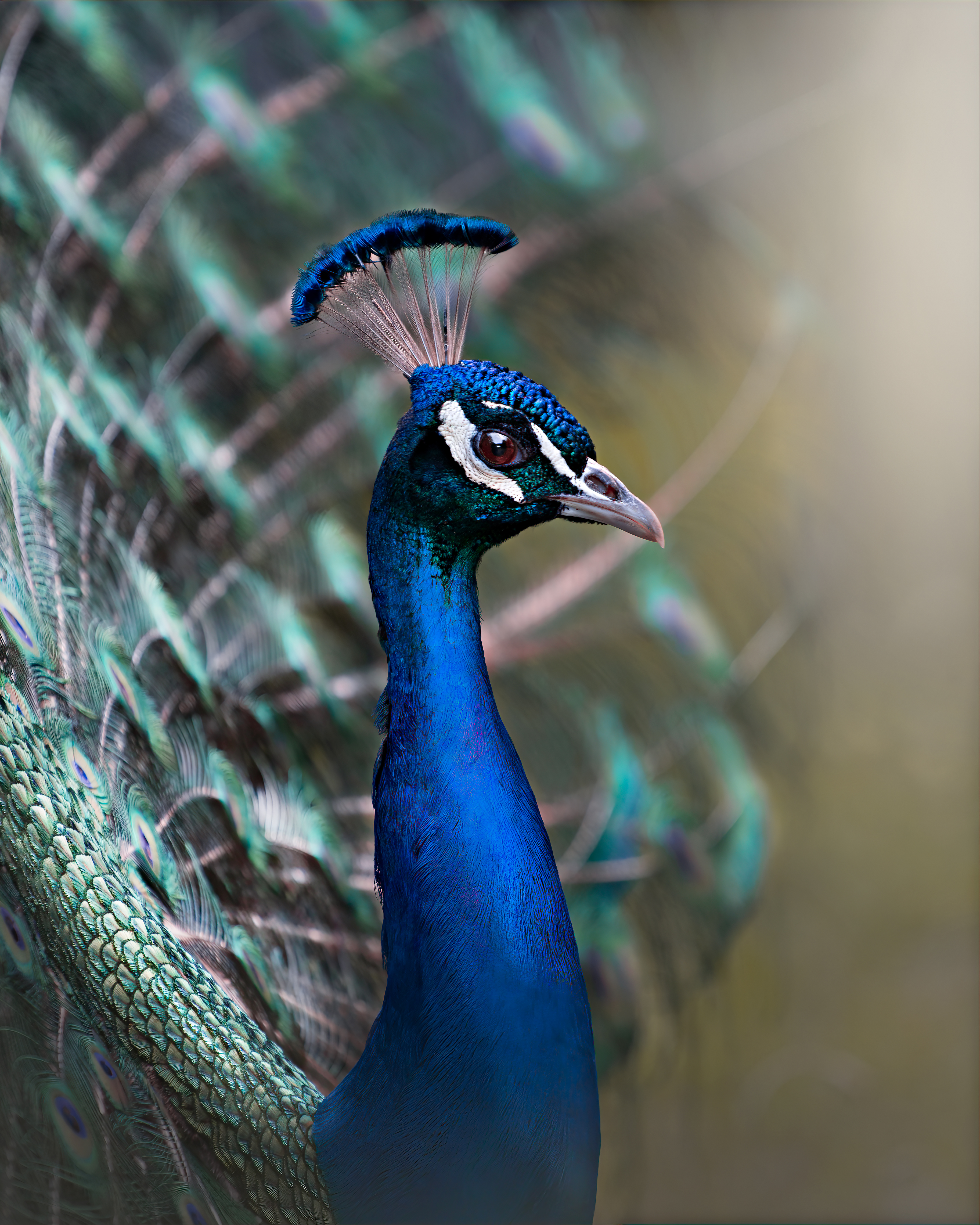
primo piano di un pavone

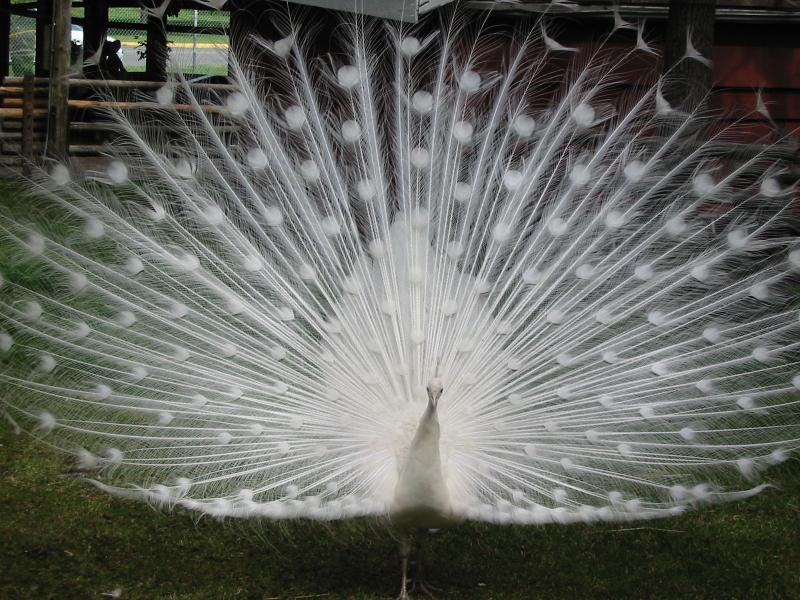
Pavone bianco

La livrea di questi uccelli è uno dei casi più rappresentativi di dimorfismo sessuale: la testa e il collo del maschio sono ricoperte di piume blu elettrico dai riflessi metallici. La zona intorno all'occhio è nuda, con pelle bianca interrotta da una striscia nera. Sulla nuca compaiono alcune penne nude a formare un elegante ciuffo. Il petto e il dorso sono coperti da grandi piume blu-verdi metallizzate; le ali sono bianche marezzate di nero mentre i fianchi sono giallo-arancione.
La caratteristica più evidente del pavone maschio consiste tuttavia nelle copritrici del groppone, abnormemente sviluppate in lunghezza (fino a 200 cm). In ognuna di queste penne, spesso a torto ritenute penne della coda (timoniere), lo sviluppo delle barbe non è costante per tutta la lunghezza; al contrario, all'estremità si allargano a formare una "paletta" con la tipica, vistosa macchia a forma di occhio. Tali penne, molto leggere a dispetto delle dimensioni, non sono affatto erettili: il loro sollevamento nella parata nuziale, durante la quale il maschio effettua una mostra ostentativa ("ruota") è dovuto in realtà all'erezione delle timoniere, che costituiscono la vera coda, molto simile alla breve coda quadrata delle femmine. Questa coda, solitamente nascosta sotto le penne ornamentali, diventa facilmente visibile durante il dispiegamento, osservando il pavone da dietro.
La femmina ha la testa bianca e bruna decorata dal ciuffo di penne sulla nuca. Il collo e il petto sono verde metallico e bruno. I fianchi e il ventre sono biancastri, macchiati di bruno. Anche le ali sono brune e marezzate di nero, così come la coda.

## Biologia
In natura, il pavone ha un comportamento simile al gallo cedrone, con accoppiamenti poligami in cui ogni maschio ha un harem di 4-5 femmine.
Le femmine, in primavera, depongono dalle 4 alle 9 uova; la cova ha una durata media di 4 settimane e i pulcini nascono già abili e in grado di seguire la madre in cerca di cibo.
La capacità di volare di quest'uccello è limitata per lo più a brevi decolli come metodo di fuga ma, nonostante questo, è in grado di raggiungere facilmente il tetto di una casa di tre piani.
Per il resto del tempo il pavone è un uccello camminatore, pari al fagiano.
L'allevamento del pavone è facile da condurre, poiché se tenuto in cattività rivela un comportamento simile alla gallina, tuttavia si rende necessario fornirlo di una voliera molto grande (sono infatti uccelli di grande taglia e ingombro) e chiusa da rete robusta anche superiormente, data la facilità con cui riesce a superare gli ostacoli anche più alti. L'allevamento di questi uccelli è inoltre facilitato dalla loro dieta, ricca di granaglie e sostanzialmente identica alla dieta dei polli domestici.
Il pavone in cattività vive mediamente fino a 23 anni, ma la sua sopravvivenza in habitat selvatico è stimata intorno ai 15 anni.

## Tassonomia

### Specie simili
Nell'area dell'arcipelago malese e in Indocina si riscontra l'endemico Pavo muticus, noto anche come pavone verde.

### Ibridi
Il pavone può dar luogo a ibridi con la gallina faraona (Numida meleagris × Pavo cristatus).

### Razze
Nel corso degli anni sono state selezionate numerose razze d'allevamento:
- Pavone dalle ali nere (Pavo cristatus var. nigripennis): mutazione del pavone comune selezionata in Inghilterra intorno alla metà dell'Ottocento. Il maschio ha collo e petto di un colore blu più intenso; le ali sono nere con sfumature blu. Le femmine hanno un piumaggio biancastro con spruzzi verdi sul collo e sulla parte superiore del corpo.
- Pavone bianco: mantello completamente bianco, in cui la coda del maschio assomiglia a uno splendido pizzo. Punto debole di questa varietà è l'eccessiva consanguineità, che la rende sensibile alle malattie e al clima instabile.[9]
- Pavone pezzato (o Pavone arlecchino): questa razza è stata ottenuta incrociando il pavone dalle ali nere con il pavone bianco. La livrea è simile a quella del pavone comune ma intervallata da chiazze bianche di varie dimensioni su tutto il corpo

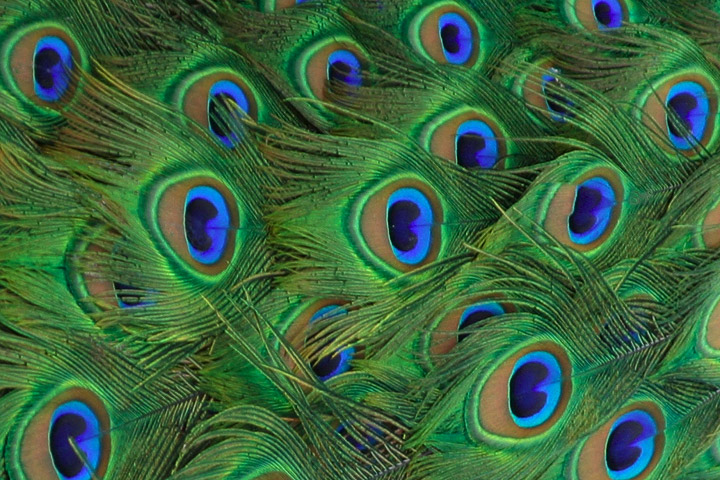
Dettagli della ruota del pavone maschio.

## Simbologia

### Età antica
Nella mitologia greca e in quella romana, il pavone era simbolo della dea Era/Giunone, a causa del mito di Argo: il piumaggio della coda del pavone maschio deriverebbe dal gigante Argo Panoptes, un essere dotato di cento occhi. Alla sua morte per mano di Ermes, Era avrebbe posto i suoi occhi sulla coda del suo animale sacro per omaggiarne il sacrificio. Scrive Ovidio nelle Metamorfosi: 
(Ovidio, Le metamorfosi)

### Medioevo

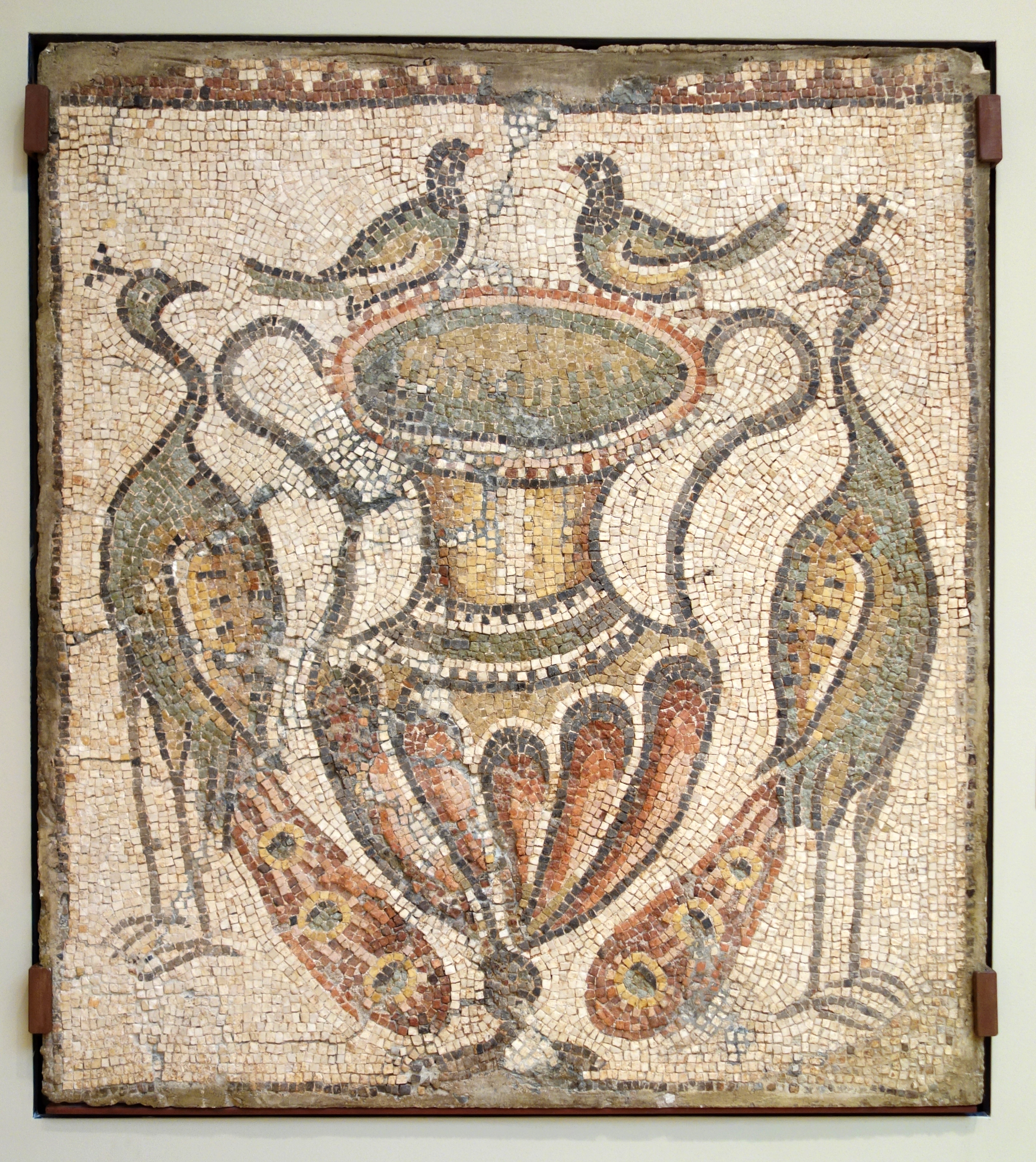
Mosaico del V secolo conservato al Chazen Museum of Art

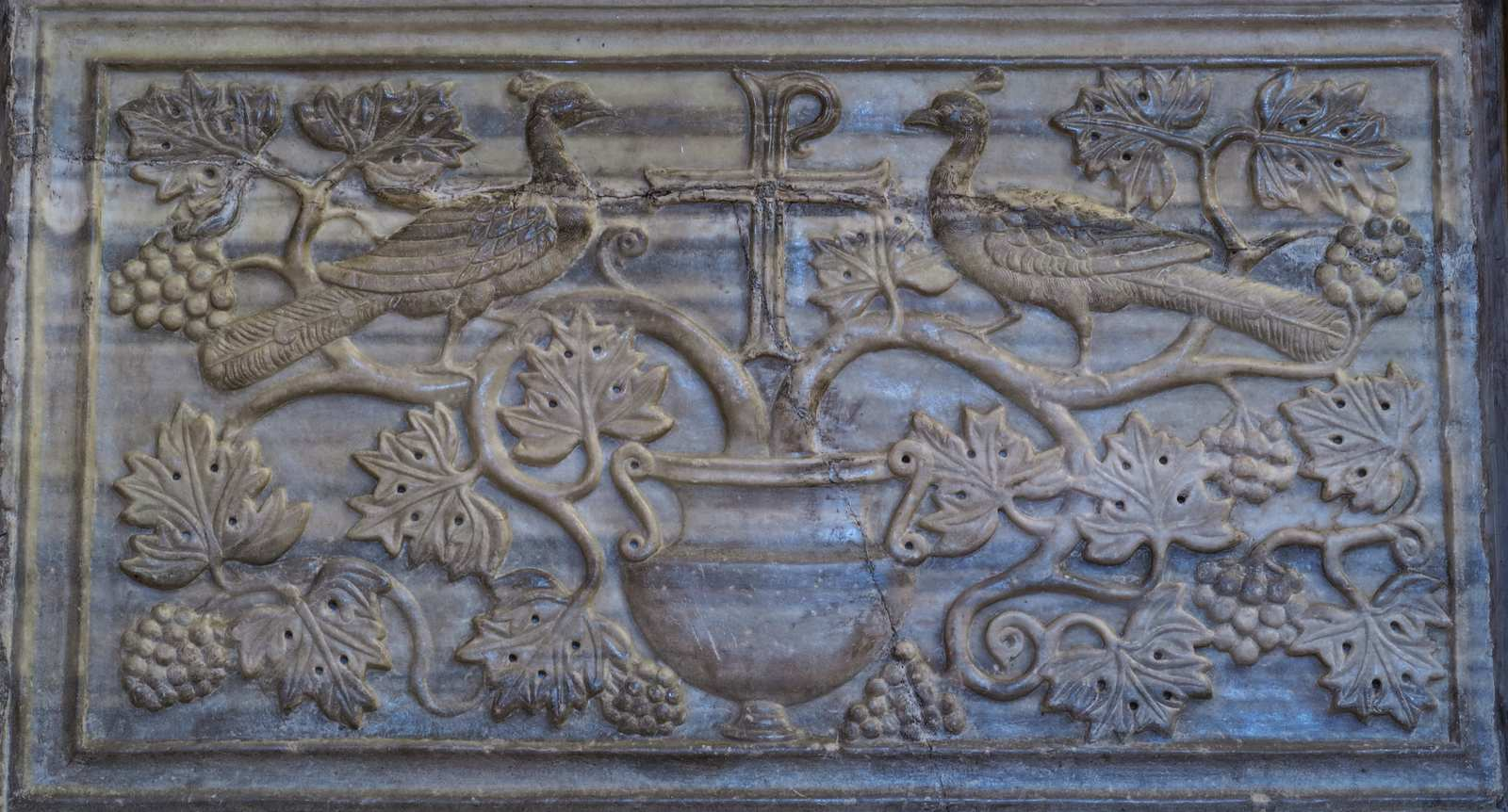
Bassorilievo nella chiesa di Sant'Apollinare in Classe, Ravenna

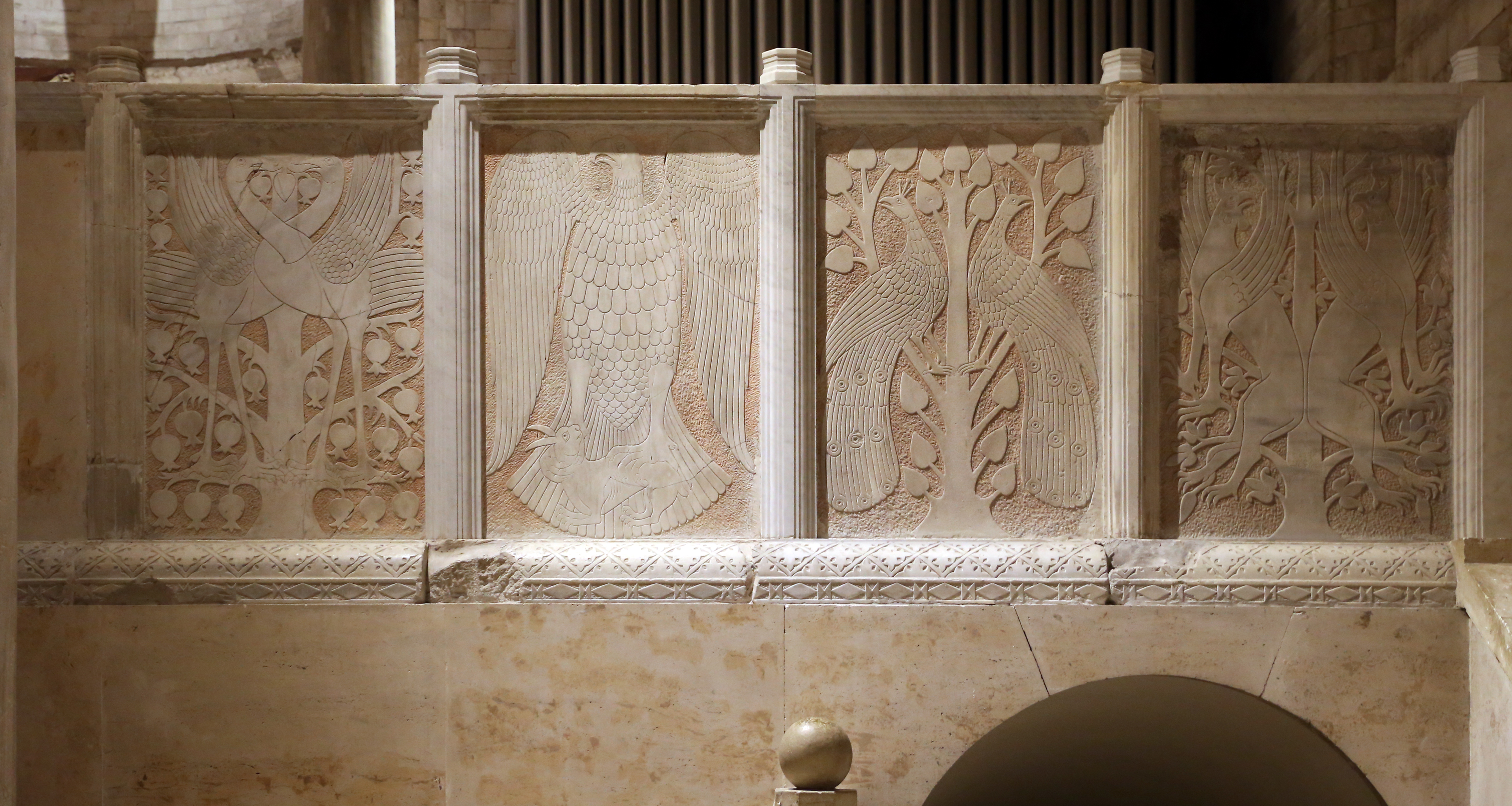
Plutei all'interno del Duomo di Ancona - il terzo da sinistra rappresenta due pavoni con la coda abbassata come segno di umiltà

Nella tradizione cristiana, a seconda dei contesti, ha vari significati. In generale, comunque, si può dire che il pavone ha senz'altro un notevole valore simbolico e che fu uno dei segni più ricorrenti e fortunati dell'arte romanica.
Cielo stellato
Secondo la tradizione più antica, che arrivò in Europa dall'India, il pavone, con gli occhi e il colore della sua splendida coda, evoca il cielo stellato e quindi il luogo che accoglie il defunto nella sua apoteosi.
Immortalità
Collegato al significato di cielo stellato, il pavone può anche essere simbolo di immortalità e di Cristo stesso, in quanto si credeva che le carni dell'animale, dopo la morte, non si deteriorassero. Anche Agostino di Ippona riferisce che alla carne di pavone "fu concesso di non putrefarsi" Per questo motivo le sue raffigurazioni sono state ritrovate numerose nelle catacombe di Roma). Quando poi si trovano due pavoni affrontati con al centro un cantharos o una croce, essi simboleggiano anche più chiaramente le anime dei defunti, che non abbandonano mai la fonte sacra della vita. Sui sigilli mistici del Medioevo, dove si vedono due pavoni che piluccano i frutti dell'Albero della vita, il pavone assume lo stesso significato. I due pavoni affrontati sono presenti anche nella cultura irano-sasanide, egiziana, persiana e indiana; l'origine è forse proprio indiana. 
Resurrezione
In base alla credenza secondo la quale il pavone perde ogni anno in autunno le penne che rinascono in primavera, l'animale può essere anche simbolo della rinascita spirituale e quindi della resurrezione. Inoltre i suoi mille occhi sono stati considerati emblema dell'onniscienza di Dio. Anche sant'Antonio di Padova parla del pavone in questo senso Alcuni santi hanno nella loro iconografia un pavone: san Liborio, San Guntero.
Umiltà
Quando è raffigurato con la coda abbassata e chiusa, il pavone, oltre a significati anzidetti, rappresenta anche l'umiltà, ricordando chi, non dando importanza all'esteriorità, vuole dedicare la propria vita a ciò che veramente ha un valore eterno. Con un percorso logico affine, il pavone arriva a rappresentare la negazione della superbia e della vanità. Spesso due pavoni con coda abbassata sono raffigurati in modo speculare e con una fontana o un vaso al centro, come nelle catacombe paleocristiane e nei tessuti ecclesiastici. Anche in araldica, il pavone con coda abbassata e chiusa è simbolo di umiltà.
Vanità
Nel Physiologus, prototipo dei bestiari medievali, il pavone, ma raffigurato con la coda aperta, ha lo stesso significato che gli attribuisce il linguaggio comune oggi, ossia la vanità, la superbia, l'ipocrisia, la vanagloria; in questo antico testo si dice infatti che il pavone gironzola, prova piacere a guardarsi, si esibisce e si guarda attorno con superbia. quando però osserva le proprie zampe, non può che lanciare un grido di rabbia, perché esse non corrispondono affatto al suo aspetto. Segue e sostanzia l'opinione espressa nel Physiolus anche Cecco d'Ascoli, che scrive: Gode di sua bellezza nella rota, / guardandosi a li piè prende tristezza / e allegreza da lui sta remota. / Voce maligna, capo di serpente, / le penne pare angelica bellezza, / li passi del ladrone e frodolente
Nell'alchimia
Nell'alchimia, il pavone è simbolo di totalità perché nella sua coda sono riuniti tutti i colori. La cauda pavonis raffigura il gioco di colori che può sorgere subito dopo la nigredo nel corso del magnum opus alchemico.	
Nelle cerimonie cavalleresche
Seguendo l'etica cavalleresca i voti più solenni erano prestati sul pavone.
Nella religione
Melek Ṭāʾūs, noto anche come "L'angelo pavone" (in arabo ملك طاووس‎?, Malik Ṭāʾūs) è la figura centrale per la religione degli Yazidi.
Gli Yazidi affermano che il loro dio è "il demone primo" delle altre religioni e hanno il divieto di pronunciarne la parola per la convinzione che nominare Dio sia blasfemo. Secondo il linguista curdo Jamal Nebez, la parola "Ṭāʾūs" potrebbe derivare dal greco ed essere collegata a "Zeus" e "Theos", vale a dire "dio". Melek Ta'us diventerebbe "Angelo di Dio", e la cosa sembrerebbe confermata dal fatto che gli stessi Yazidi vedono Melek Ṭāʾūs o Ṭāʾūs-e Melek (کوردیپێدیا          -          هاوڕێ باخەوان Archiviato il 25 maggio 2006 in Internet Archive. pag. 21) come un'ipostasi divina.

Appare probabile il diretto collegamento etimologico del nome Ta'us con la parola greca ταως , che vuol dire pavone; tale proposta etimologica documenterebbe la formazione di questo culto in epoca pre-islamica ed in un contesto di sincretismo culturale tra comunità semitiche e comunità grecofone di origine ellenistica.
Diverse confessioni cristiane, islamiche nonché altre religioni identificano Melek Ṭāʾūs con Lucifero o Shaytan (Satana).